# Земенський монастир
Земенський монастир святого Іоанна Богослова (болг. Земенски манастир «Свети Йоан Богослов») — православний монастир у Болгарії, розташований за 60 км від Софії на березі річки Струми. Монастир заснований в XI столітті, нині недіючий (з 2004 року — філія Національного історичного музею Болгарії).
Комплекс монастиря складається з двох житлових будинків, дзвіниці і церкви на честь Іоанна Богослова (XI століття).

## Церква Іоанна Богослова
Кам'яна церква збудована у формі куба розміром 9×9 м. Купол тримається на циліндричному барабані, прикрашеному сліпими арками. Має чотирьохскатний дах. Всередині розташований масивний кам'яний вівтар, підлога викладена мозаїкою з мармуру і кольорового каменю.
1354-го церква була розписана фресками (від стінопису часів побудови церкви збереглося лише зображення святої Анни). Фресковий цикл є пам'яткою самобутнього середньовічного народного мистецтва. На стінописі представлені не тільки святі, але і ктитори церкви деспот Деян і його дружина Доя. Євангельські сцени написані не тільки з канонічних сюжетів, але відображають апокрифічні історії та народні перекази (наприклад, історія приготування цвяхів для розп'яття Христа).

## Галерея

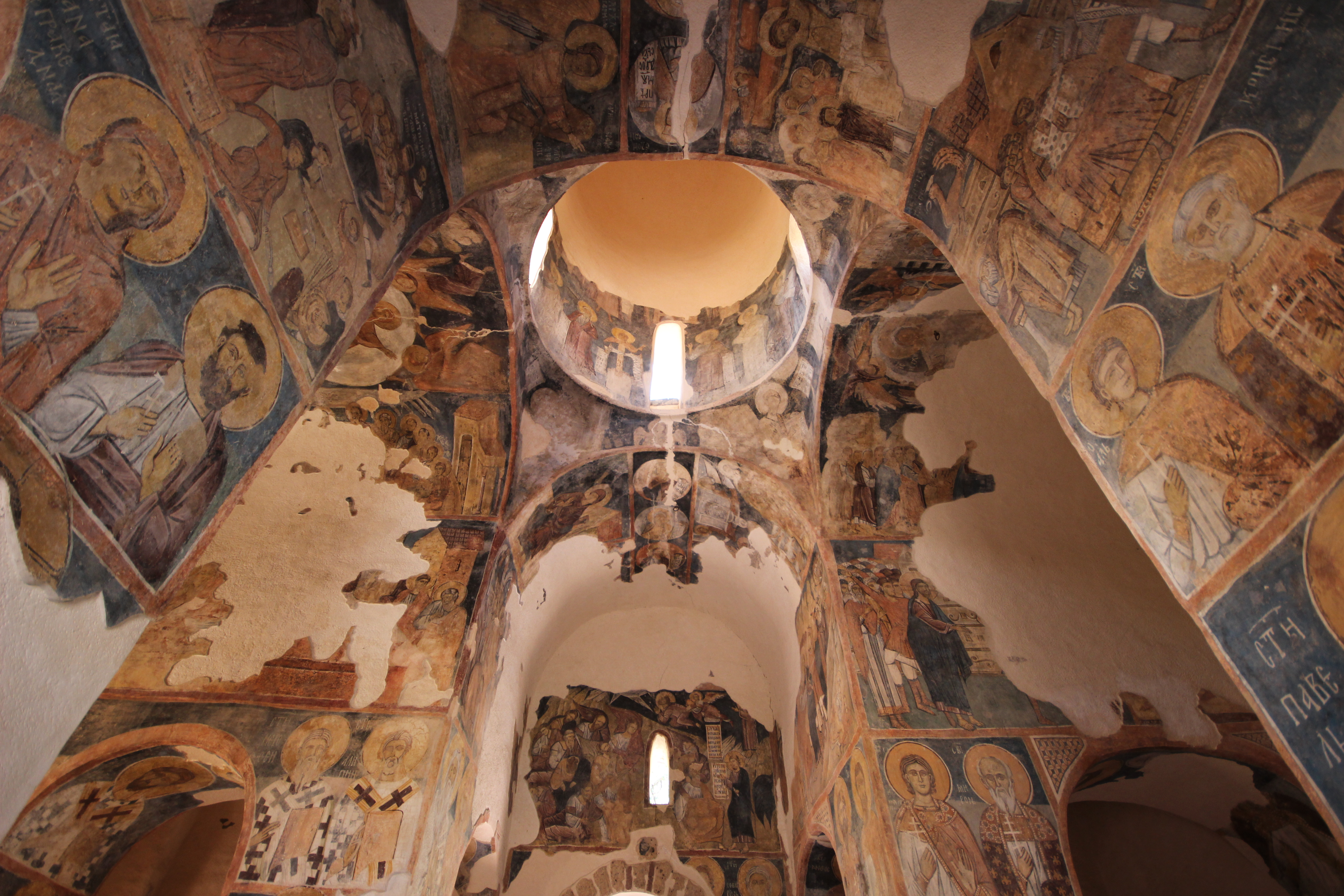
Розпис купола
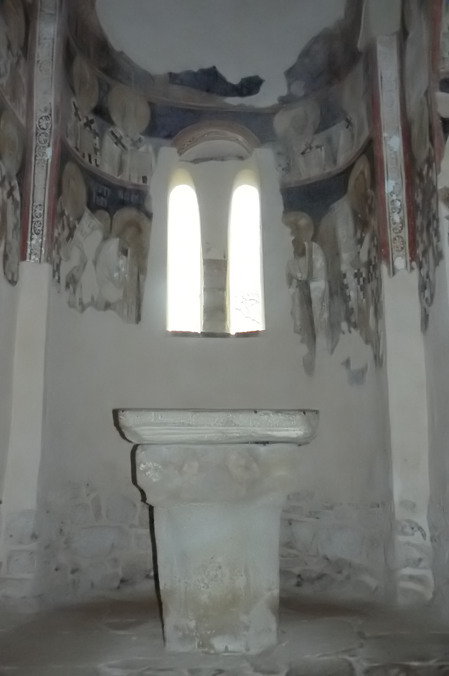
Вівтар
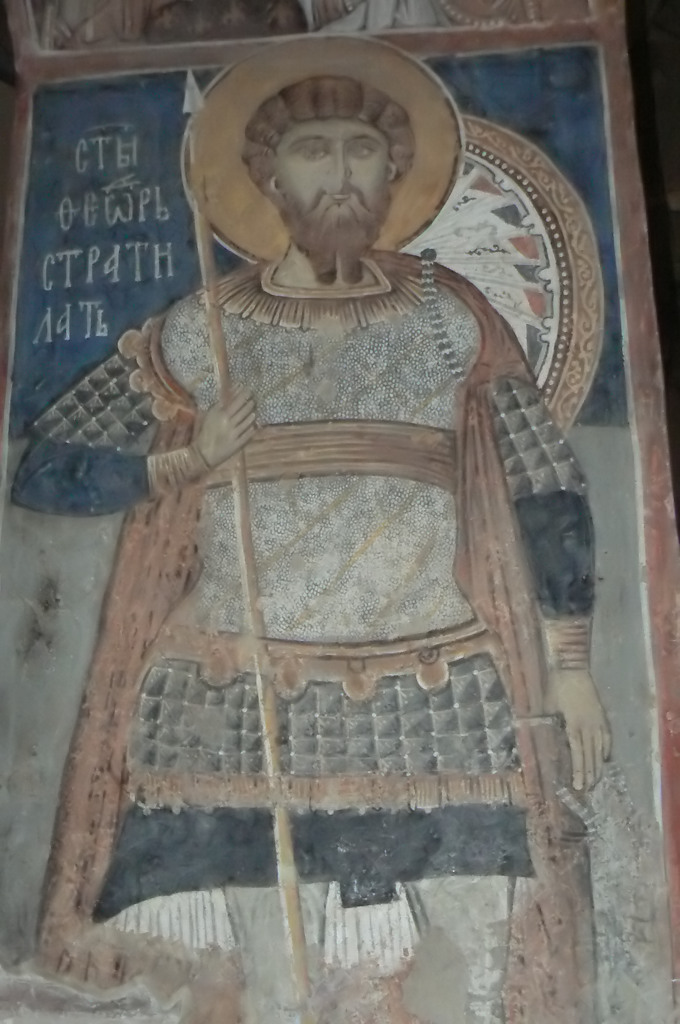
Феодор Стратилат